# 桂洲文塔
22°45′44″N 113°16′04″E / 22.76233°N 113.26764°E
桂洲文塔（又叫容桂文塔，简称文塔，原名桂洲古塔）位于中国广东省佛山市顺德区容桂街道振华居委会文塔公园内，是一座清代风水古塔，始建于清代乾隆五十九年（1794年）。桂洲文塔是容桂的地标式建筑，也是“容桂十景”之一，以“文塔朝晖”命名。文塔位处容桂街道的繁华商业地段，其西面是大型购物中心天佑城。文塔被列为顺德县第一批文物保护单位，其“聚奎阁”也被列为第五批广东省文物保护单位。

## 概况
文塔的基座和塔身为六角形，每角墙宽4.1米，基座至第一层的一半用花岗石筑成，文塔周围广场用东莞水磨大青砖建造；塔为楼式砖木结构，正面朝西；塔内原用坤甸木筑成楼阁和扶梯，但现在已不复存在；塔高34.2米，共七层，每层正面的窗孔上方均镶有花岗岩石横匾，自下而上分别题上“飞出上青霄”、“秀甲狮阳”、“聚奎阁”、“题名处”、“涵高下”、“凤鸣”和“灵照”，字体分楷书、草书、篆书、隶书和行书五类，据传为胡俊手笔，胡俊是桂洲人，曾于清代乾隆五十七年（1792年）间考获副贡生；塔各层均以灰塑萱草出跳托檐，砌砖法每五行一个循环，其模式分别是一横一顺、两顺一横、三顺一横、四顺一横和五顺一横。

## 由来
文塔相传由桂州外村胡氏家族于清代乾隆五十九年（1794年）修建，当时盛行科举，桂洲胡族总共出了6个武进士和1个文进士，因为文进士数量比武进士少，所以就在宝带河边建造文塔，希望子孙后代在文科上有更多作为，其中文塔寓意文笔，而宝带河则寓意砚池。此外，还有一种说法，认为此塔建成后，每当日落，塔顶铁针的影子刚好刺在一座坟墓上，这样便会破坏该处的风水，使之成为废地。

## 重修与保护

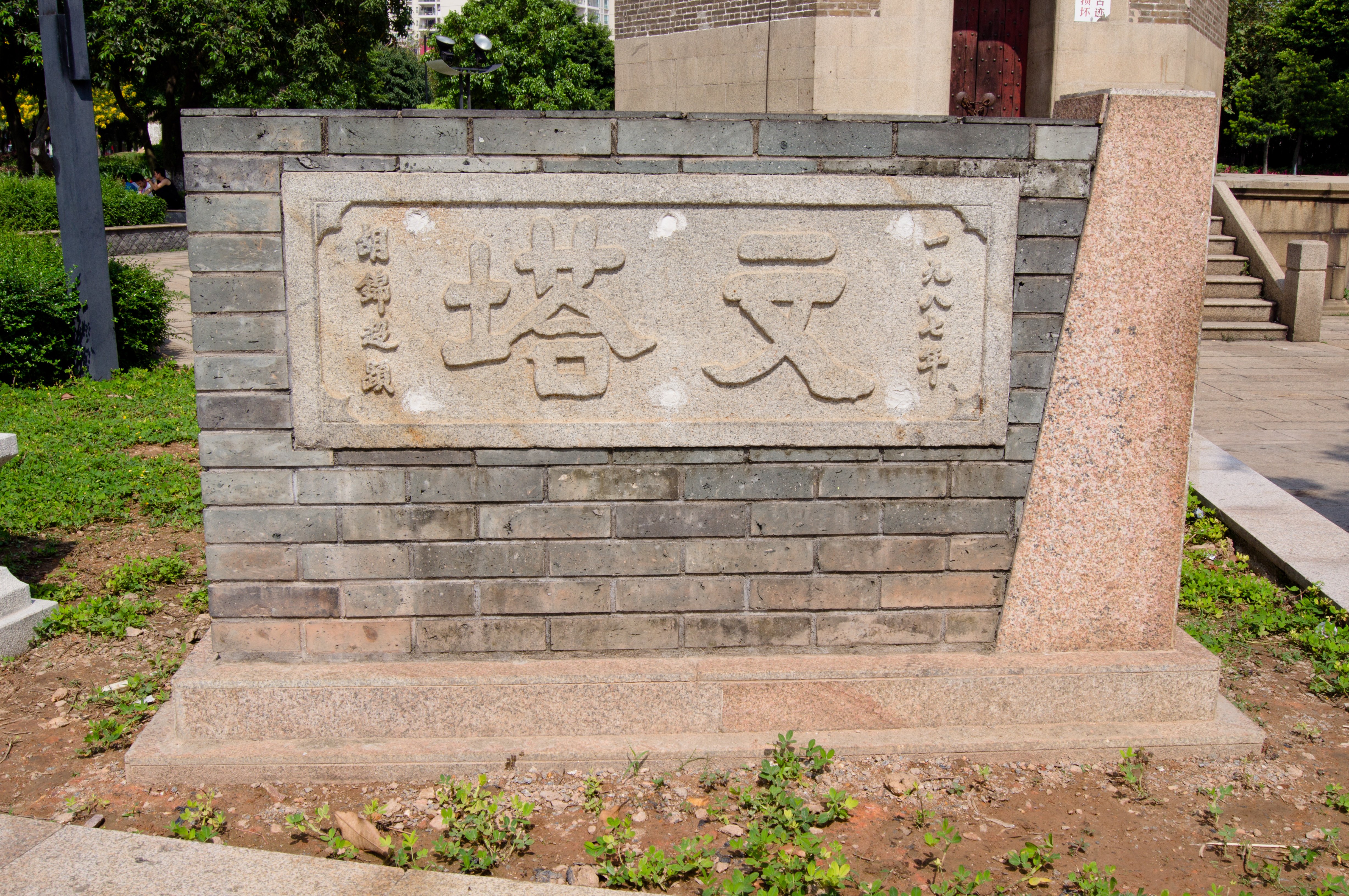
文塔前的石匾

文塔塔身坚固，但塔内的楼梯阁板曾因年久失修而废烂损失殆尽，每层只剩几根横梁，塔顶也曾破漏见天。
1986年至1989年间，镇政府斥资人民币50万元，胡锦超个人捐款港币30万元，加上其他各界人士捐款以重修桂洲文塔，同时在塔周围辟地十多亩，建成文塔纪念公园，此次重修在塔内架设了螺旋形木梯直达塔顶层，各层铺上钢筋混凝土楼面，在塔顶文笔上设置避雷针，并且仿照原物在檐间的釉瓦及其下方的灰鳞进行翻新，另外，外围筑起围墙，墙门建成仿古三门洞式大牌坊，墙上由胡锦超题上“文塔”二字。牌坊门额朝向东南方，上面有一块花岗岩石匾，长达2米，宽约60厘米，厚约20厘米，上面写着“四山群赴”，为行楷字体，同为胡俊所写，当中“四山”指的是当地的狮山、翠竹岗、烟管山和扶宁岗。这一石匾后来被移至胡氏宗祠门前的石栗树下（现瑞英小学内），而牌坊后来也被拆去。
1991年5月，文塔被列为顺德县第一批文物保护单位。1998年至1999年间镇政府又斥资数百万在原文塔公园南面进行扩建，面积扩大六十多亩。2005年之后，文塔公园逐渐变成开放式的群众体育文化广场。2008年11月，聚奎阁被列为第五批广东省文物保护单位，保护范围为以塔中心点半径52.5米范围内合共8,659平方（12.988亩）的地方。

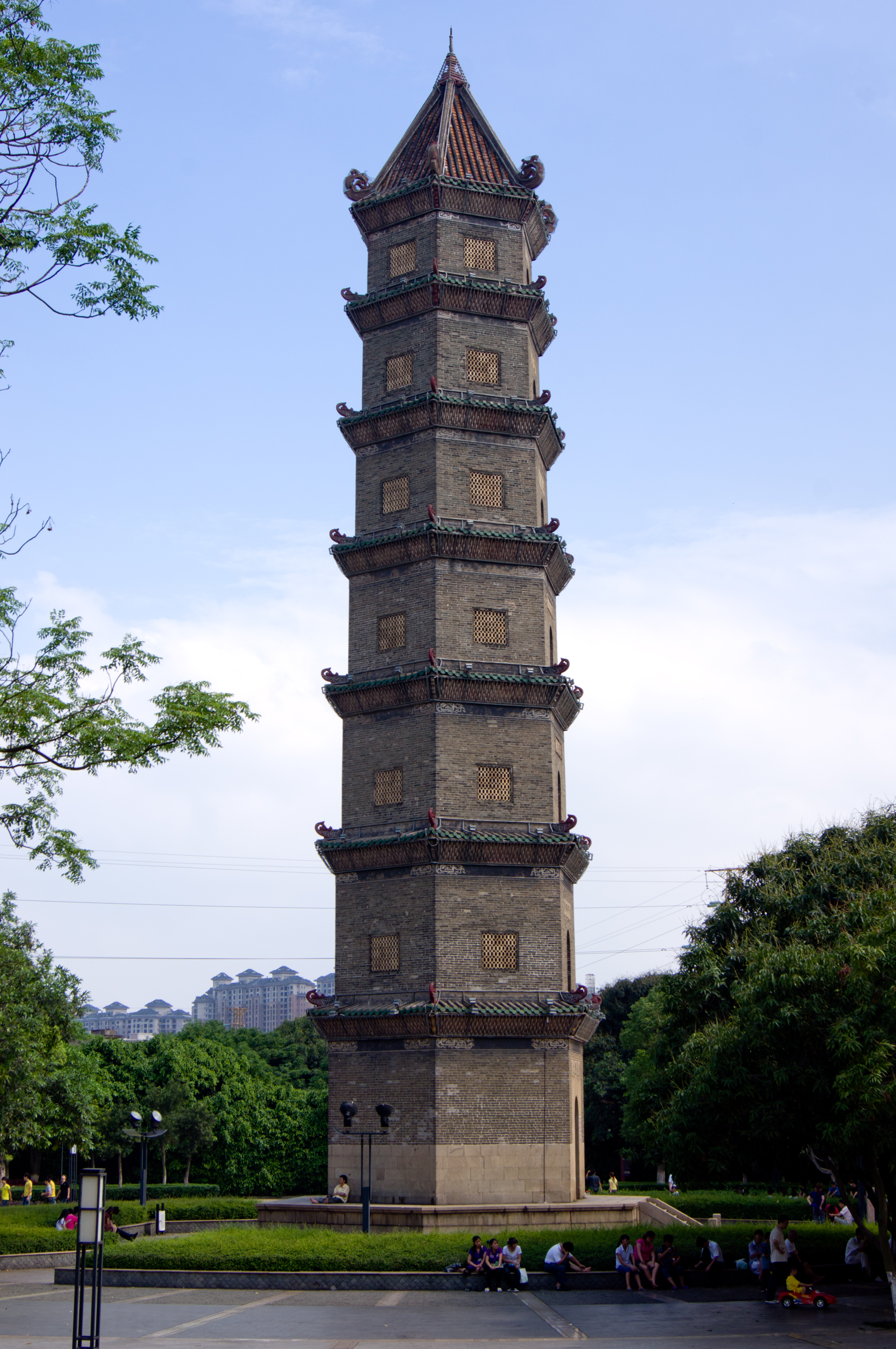
桂洲文塔（侧面）
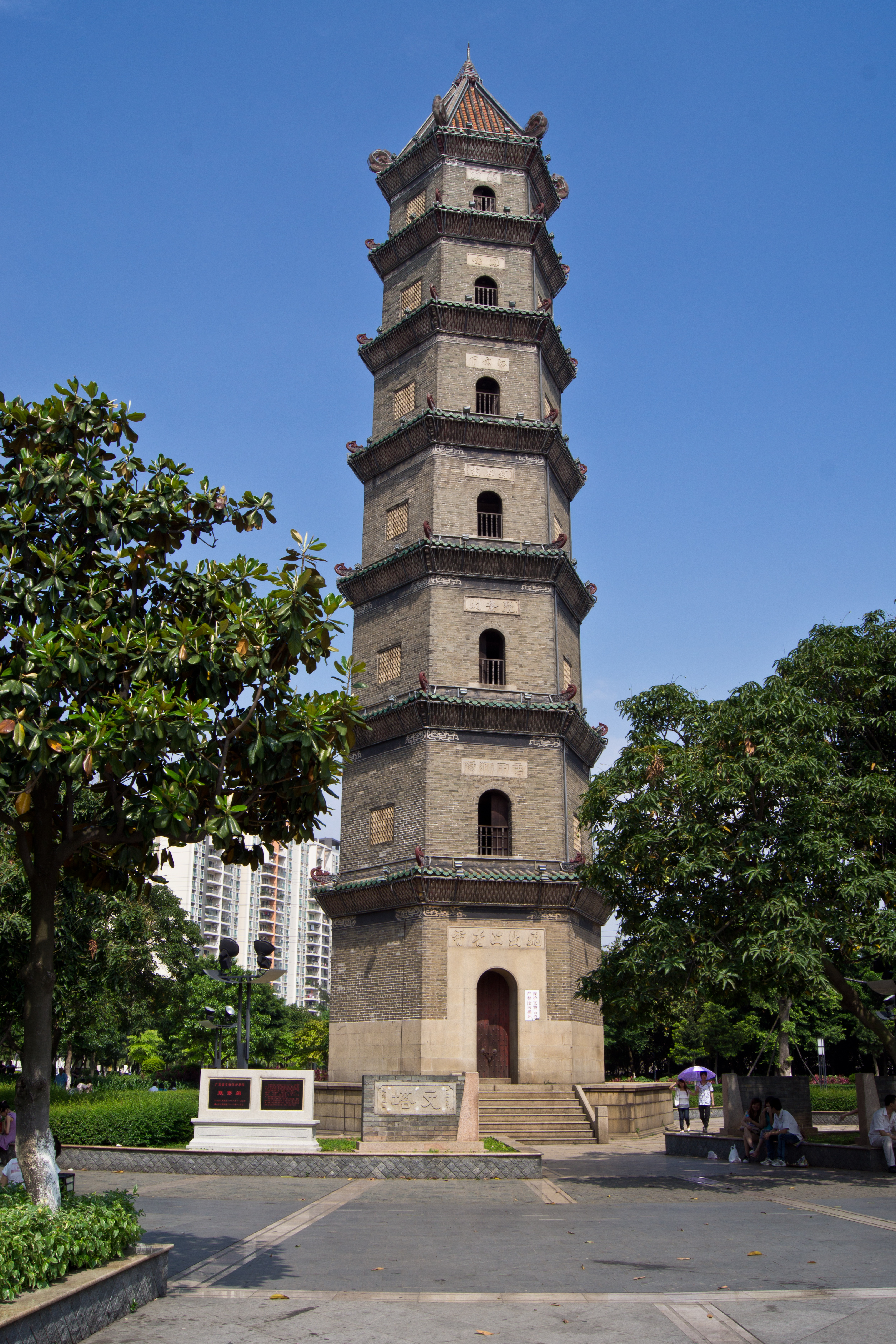
桂洲文塔（正面）
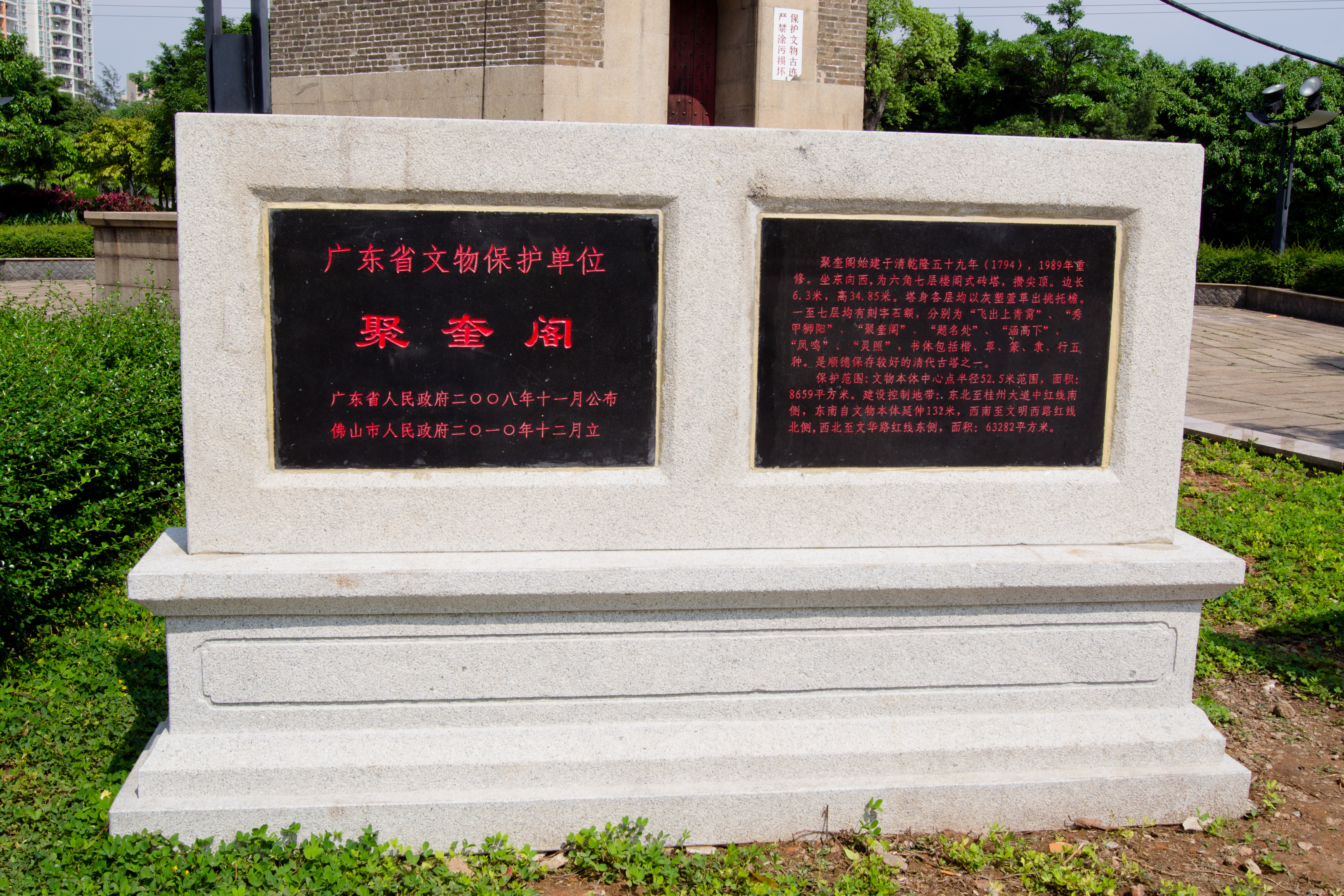
广东省文物保护单位石匾